# Vojnovec Kalnički
Vojnovec Kalnički – wieś w Chorwacji, w żupanii kopriwnicko-kriżewczyńskiej, w gminie Kalnik. W 2011 roku liczyła 122 mieszkańców.